# Discestra verna
Discestra verna är en fjärilsart som beskrevs av Eugen Johann Christoph Esper 1787. Discestra verna ingår i släktet Discestra och familjen nattflyn. Inga underarter finns listade i Catalogue of Life.